# Cabinet Beck IV
Land de Rhénanie-Palatinat
Beck III Beck V
Le cabinet Beck IV (en allemand : Kabinett Beck IV) est le gouvernement du Land de Rhénanie-Palatinat, entre le 18 mai 2006 et le 18 mai 2011, durant la quinzième législature du Landtag.

## Composition

### Initiale (18 mai 2006)
- Les nouveaux ministres sont indiqués en gras, ceux ayant changé d'attributions en italique.

| Fonction | Titulaire | Titulaire             | Parti |
| --- | --------- | --------------------- | ----- |
| Ministre-président                                                                                                |           | Kurt Beck             | SPD   |
| Vice-ministre-président Ministre de la Science, de la Formation professionnelle, de la Recherche et de la Culture |           | Jürgen Zöllner        | SPD   |
| Ministre de l'Économie, des Transports, de l'Agriculture et de la Viticulture                                     |           | Hendrik Hering        | SPD   |
| Ministre de l'Intérieur et des Sports                                                                             |           | Karl Peter Bruch      | SPD   |
| Ministre des Finances                                                                                             |           | Ingolf Deubel         | SPD   |
| Ministre de la Justice                                                                                            |           | Heinz Georg Bamberger | SPD   |
| Ministre du Travail, des Affaires sociales, de la Famille et de la Santé                                          |           | Malu Dreyer           | SPD   |
| Ministre de l'Éducation, des Femmes et de la Jeunesse                                                             |           | Doris Ahnen           | SPD   |
| Ministre de l'Environnement, des Forêts et de la Protection des consommateurs                                     |           | Margit Conrad         | SPD   |

### Remaniement du 21 novembre 2006
- Les nouveaux ministres sont indiqués en gras, ceux ayant changé d'attributions en italique.

| Fonction                                                                             | Titulaire | Titulaire                                      | Parti |
| ------------------------------------------------------------------------------------ | --------- | ---------------------------------------------- | ----- |
| Ministre-président                                                                   |           | Kurt Beck                                      | SPD   |
| Vice-ministre-président Ministre de l'Intérieur et des Sports                        |           | Karl Peter Bruch                               | SPD   |
| Ministre de l'Économie, des Transports, de l'Agriculture et de la Viticulture        |           | Hendrik Hering                                 | SPD   |
| Ministre des Finances                                                                |           | Ingolf Deubel jusqu'au 07/07/2009 Carsten Kühl | SPD   |
| Ministre de la Justice                                                               |           | Heinz Georg Bamberger                          | SPD   |
| Ministre du Travail, des Affaires sociales, de la Santé, de la Famille et des Femmes |           | Malu Dreyer                                    | SPD   |
| Ministre de l'Éducation, de la Science, de la Jeunesse et de la Culture              |           | Doris Ahnen                                    | SPD   |
| Ministre de l'Environnement, des Forêts et de la Protection des consommateurs        |           | Margit Conrad                                  | SPD   |